# Hodomys alleni
Hodomys alleni é uma espécie de roedor da família Cricetidae.
É endêmico do México.